# Église Saint-Thomas de Goslar
Pour les articles homonymes, voir Église Saint-Thomas.
L'église Saint-Thomas de Goslar est une ancienne église située à Goslar, dans l'actuel Land de Basse-Saxe en Allemagne. Ses restes ne sont plus visibles aujourd'hui. Cette église à nef unique pourvue d'un clocheton se trouvait près de la cathédrale de Goslar (en), au début de la Thomasstraße.

## Historique
Il s'agissait de l'église paroissiale de l'arrondissement de Palatinat ; elle est mentionnée en tant que telle pour la première fois en 1275. Ses fonts baptismaux du XIe siècle se trouvent aujourd'hui en l'église Saint-Jean d'Ohlhof (de).
En 1524, une querelle à propos de l'occupation de la paroisse Saint-Thomas entraîne l'assassinat de l'abbé Diedrich Rorbeck. Pendant les émeutes de 1527 à Groslar (de), l'église Saint-Thomas est saccagée et ses représentations de saints détruites. Après la Réforme et la suppression du Stift de Palatinat, l'ancienne église du Stift devient une nouvelle église paroissiale.
Au début du XIXe siècle, l'édifice est profané et passe sous propriété privée. Il est ensuite démoli.